# Sosniv, Terebovlea
Sosniv (în ucraineană Соснів) este localitatea de reședință a comunei Sosniv din raionul Terebovlea, regiunea Ternopil, Ucraina.

## Demografie
Componența lingvistică a localității Sosniv
     Ucraineană (99,85%)
     Alte limbi (0,15%)
Conform recensământului din 2001, majoritatea populației localității Sosniv era vorbitoare de ucraineană (99,85%), existând în minoritate și vorbitori de alte limbi.